# 张业遂
张业遂（1953年10月—），中华人民共和国政治人物、外交官。他曾经担任过中国驻美国大使、中国常驻联合国代表和外交部党委书记、常务副部长。他是中国共产党第十八届中央委员会候补委员，第十三届全国人民代表大会常务委员会委员、全國人民代表大會外事委員會主任委員。

## 简历
1953年，张业遂出生于湖北省天门市岳口镇健康村。张业遂的父母共有子女8人。家庭贫困加上兄弟姐妹众多，张业遂儿时生活艰难，曾不得不吃榆树皮和野菜粥度日。1964年，张业遂以全村第一名的成绩考入岳口中学。据他的语文老师李仁康回忆，张业遂语文和外语成绩优秀，尊敬老师，遵守纪律，遇事冷静，为人稳重，不张扬。1970年，张业遂被村民推荐进入北京外国语大学，成为工农兵大学生。自北外毕业后，他又被外交部选中，于1975年前往英国伦敦经济学院进修。
1976年，张业遂毕业，留在英国任职，开始了外交官生涯，出任中国驻英国大使馆职员，随员。1982年，任外交部国际司三等秘书，副处长，一等秘书。1988年，任常驻联合国代表团一等秘书，参赞。1992年，任外交部国际司参赞，副司长。1996年，任外交部礼宾司司长。2000年，任外交部部长助理。2003年7月，任外交部副部长，分管欧洲事务、政策研究工作。2008年10月接替王光亞被任命為中华人民共和国常驻联合国代表、特命全权大使。2008年10月，出任安理会轮值主席。2010年3月14日，接替周文重出任中华人民共和国驻美利坚合众国特命全权大使，张大使是第九任中華人民共和國驻美國大使。
2012年12月22日，任中华人民共和国外交部副部长。2013年3月19日，接替张志军担任外交部党委书记。
2018年2月24日，当选为第十三届全国人大代表。2018年，接替傅莹，出任十三届全国人大一次会议副秘书长、发言人，并当选第十三届全国人民代表大会外事委员会主任委员。虽卸任外交部副部长，但仍擔任外交部黨委書記兼机关党校校长直到2019年1月屆齡退休。
其妻子陳乃清也是中國外交官。兩人育有一女。